# Seznam indijskih korpusov druge svetovne vojne
Seznam indijskih korpusov druge svetovne vojne.
- III. korpus
- IV. korpus
- XV. korpus
- XXXIII. korpus
- XXXIV. korpus